# Challenger de Bangkok 2 2018
El torneo Bangkok Challenger II 2018 es un torneo profesional de tenis. Pertenece al ATP Challenger Series 2018. Se disputará en su 3ª edición sobre superficie dura, en Bangkok, Tailandia entre el 8 al el 13 de enero de 2018.

## Jugadores participantes del cuadro de individuales
| Favorito | País                    | Jugador             | Rank1 | Posición en el torneo |
| -------- | ----------------------- | ------------------- | ----- | --------------------- |
| 1        | Bandera de España       | Marcel Granollers   | 177   | Campeón               |
| 2        | Bandera de España       | Enrique López-Pérez | 256   | Final                 |
| 3        | Bandera de España       | Pedro Martínez      | 261   | Cuartos de final      |
| 4        | Bandera de China Taipéi | Yang Tsung-hua      | 265   | Primera ronda         |
| 5        | Bandera de Rusia        | Ivan Nedelko        | 273   | Primera ronda         |
| 6        | Bandera de Alemania     | Mats Moraing        | 274   | Semifinales           |
| 7        | Bandera de Japón        | Yusuke Takahashi    | 282   | Cuartos de final      |
| 8        | Bandera de Italia       | Matteo Viola        | 285   | Cuartos de final      |

- 1 Se ha tomado en cuenta el ranking del 1 de enero de 2017.

### Otros participantes
Los siguientes jugadores recibieron una invitación (wild card), por lo tanto ingresan directamente al cuadro principal (WC):
- Thanapet Chanta
- Congsup Congcar
- Pruchya Isaro
- Pol Wattanakul

Los siguientes jugadores ingresan al cuadro principal tras disputar el cuadro clasificatorio (Q):
- Yuya Kibi
- Frederik Nielsen
- Sidharth Rawat
- Emil Ruusuvuori

## Campeones

### Individual Masculino
- Marcel Granollers derrotó en la final a  Enrique López Pérez

### Dobles Masculino
- James Cerretani /  Joe Salisbury derrotaron en la final a  Enrique López Pérez /  Pedro Martínez Portero,